# Fisher (Louisiana)
Fisher és una població dels Estats Units a l'estat de Louisiana. Segons el cens del 2000 tenia 268 habitants.

## Demografia
Segons el cens del 2000, Fisher tenia 268 habitants, 101 habitatges, i 72 famílies. La densitat de població era de 172,5 habitants/km².
Dels 101 habitatges en un 35,6% hi vivien nens de menys de 18 anys, en un 58,4% hi vivien parelles casades, en un 9,9% dones solteres, i en un 28,7% no eren unitats familiars. En el 28,7% dels habitatges hi vivien persones soles el 7,9% de les quals corresponia a persones de 65 anys o més que vivien soles. El nombre mitjà de persones vivint en cada habitatge era de 2,65 i el nombre mitjà de persones que vivien en cada família era de 3,29.
Per edats la població es repartia de la següent manera: un 30,2% tenia menys de 18 anys, un 8,6% entre 18 i 24, un 26,5% entre 25 i 44, un 25,7% de 45 a 60 i un 9% 65 anys o més.
L'edat mediana era de 36 anys. Per cada 100 dones de 18 o més anys hi havia 98,9 homes.
La renda mediana per habitatge era de 27.708 $ i la renda mediana per família de 34.250 $. Els homes tenien una renda mediana de 31.500 $ mentre que les dones 11.875 $. La renda per capita de la població era d'11.998 $. Entorn del 8% de les famílies i el 15,4% de la població estaven per davall del llindar de pobresa.

## Poblacions més properes
El següent diagrama mostra les poblacions més properes.